# Екзотермічна реакція

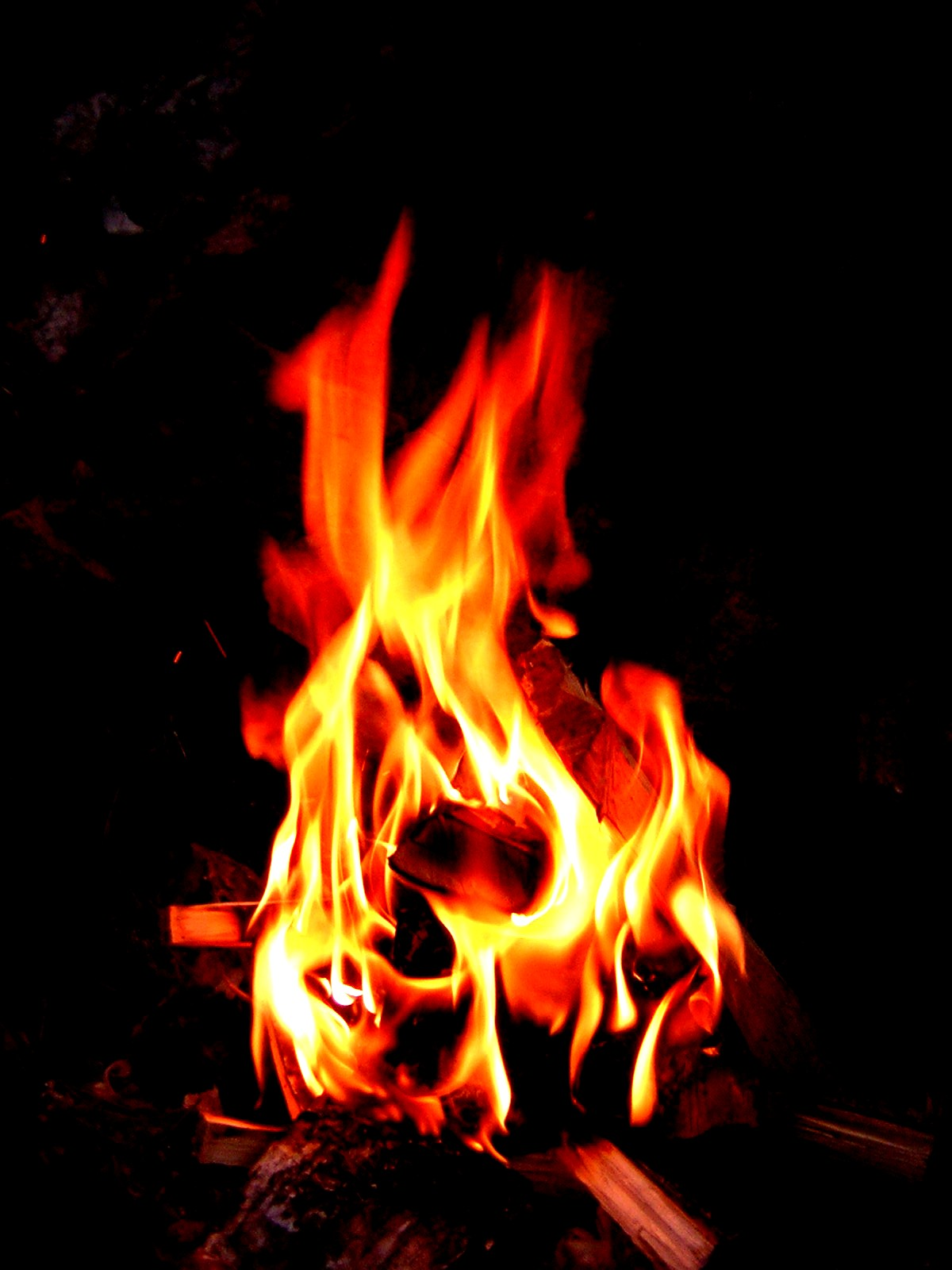

Е́кзотермі́чна реа́кція — хімічна або ядерна реакція, яка супроводжується виділенням тепла (наприклад, горіння). Протилежний термін — ендотермічна реакція.
Кількісно характеризується теплотою реакції або зміною ентальпії {\displaystyle \Delta H}, яка для екзотермічних реакцій від'ємна. 

## Приклади реакцій
До екзотермічних реакцій відносяться реакції горіння, наприклад - горіння метану :
{\displaystyle {\ce {2CH4 + 3O2 =2CO2 + 2H2O}}} +890кДж .

## Дотичний термін
Екзотермічний, (рос. экзотермичный, англ. exothermal, нім. exothermal) — той, що віддає тепло.